# Driedaagse De Panne - Koksijde 1977
La Driedaagse De Panne - Koksijde 1977, prima edizione della corsa, si svolse dal 21 al 24 marzo su un percorso ripartito in 3 tappe (la terza suddivisa in due semitappe) e un cronoprologo, con partenza e arrivo a De Panne. Fu vinta dal belga Roger Rosiers della squadra Frisol-Thirion-Gazelle davanti al francese Yvon Bertin e all'altro belga Guido Van Sweevelt.

## Tappe
| Tappa  | Data     | Percorso                                | km  | Vincitore di tappa     | Leader cl. generale |
| ------ | -------- | --------------------------------------- | --- | ---------------------- | ------------------- |
| Prol.  | 21 marzo | De Panne > De Panne (cron. a squadre)   | 8,9 | Frisol-Thirion-Gazelle | Theo Smit           |
| 1ª     | 22 marzo | De Panne > Tielen                       | 252 | Jos Schipper           |                     |
| 2ª     | 23 marzo | Tielen > De Panne                       | 262 | Herman Van Springel    |                     |
| 3ª-1ª  | 24 marzo | De Panne > De Panne                     |     | Willem Peeters         |                     |
| 3ª-2ª  | 24 marzo | De Panne > De Panne (cron. individuale) | 8,3 | Dirk Baert             | Roger Rosiers       |
| Totale |          |                                         |     |                        |                     |

## Dettagli delle tappe

### Prologo
- 21 marzo: De Panne > De Panne (cron. a squadre) – 8,9 km

| Pos. | Squadra                | Tempo  |
| ---- | ---------------------- | ------ |
| 1    | Frisol-Thirion-Gazelle | 11'22" |
| 2    | Ijsboerke-Colnago      | a 6"   |
| 3    | Ebo- Superia           | a 13"  |

| Pos. | Corridore | Squadra | Tempo |
| ---- | --------- | ------- | ----- |
| 1    | Theo Smit | Frisol  |       |

### 1ª tappa
- 22 marzo: De Panne > Tielen – 252 km

| Pos. | Corridore          | Squadra      | Tempo    |
| ---- | ------------------ | ------------ | -------- |
| 1    | Jos Schipper       | Ebo- Superia | 6h15'35" |
| 2    | Walter Naegels     | Flandria     | s.t.     |
| 3    | Guido Van Sweevelt | Ijsboerke    | s.t.     |

| Pos. | Corridore | Squadra | Tempo |
| ---- | --------- | ------- | ----- |

### 2ª tappa
- 23 marzo: Tielen > De Panne – 262 km

| Pos. | Corridore           | Squadra   | Tempo    |
| ---- | ------------------- | --------- | -------- |
| 1    | Herman Van Springel | Ijsboerke | 6h42'15" |
| 2    | Cees Priem          | Frisol    | a 3"     |
| 3    | Frans Verbeeck      | Ijsboerke | a 18"    |

| Pos. | Corridore | Squadra | Tempo |
| ---- | --------- | ------- | ----- |

### 3ª tappa - 1ª semitappa
- 24 marzo: De Panne > De Panne –

| Pos. | Corridore        | Squadra   | Tempo    |
| ---- | ---------------- | --------- | -------- |
| 1    | Willem Peeters   | Ijsboerke | 3h40'00" |
| 2    | Patrick Beon     | Peugeot   | a 4"     |
| 3    | Fons van Katwijk | Carpenter | a 54"    |

| Pos. | Corridore | Squadra | Tempo |
| ---- | --------- | ------- | ----- |

### 3ª tappa - 2ª semitappa
- 24 marzo: De Panne > De Panne (cron. individuale) – 8,3 km

| Pos. | Corridore  | Squadra | Tempo  |
| ---- | ---------- | ------- | ------ |
| 1    | Dirk Baert | Carlos  | 10'55" |
| 2    | Dirk Baert | Carlton | s.t.   |
| 3    | Cees Priem | Frisol  | a 9"   |

| Pos. | Corridore          | Squadra   | Tempo |
| ---- | ------------------ | --------- | ----- |
| 1    | Roger Rosiers      | Frisol    |       |
| 2    | Yvon Bertin        | Miko      |       |
| 3    | Guido Van Sweevelt | Ijsboerke |       |

## Classifiche finali

### Classifica generale
| Pos. | Corridore           | Squadra                 | Tempo |
| ---- | ------------------- | ----------------------- | ----- |
| 1    | Roger Rosiers       | Frisol-Thirion-Gazelle  |       |
| 2    | Yvon Bertin         | Miko-Mercier-Hutchinson |       |
| 3    | Guido Van Sweevelt  | Ijsboerke-Colnago       |       |
| 4    | Dirk Baert          | Carlos-Gipiemme         |       |
| 5    | Cees Priem          | Frisol-Thirion-Gazelle  |       |
| 6    | Herman Van Springel | Ijsboerke-Colnago       |       |
| 7    | Willy Teirlinck     | Gitane-Campagnolo       |       |
| 8    | Frans Van Looy      | Maes Pils-Mini-Flat     |       |
| 9    | Frans Verbeeck      | Ijsboerke-Colnago       |       |
| 10   | Jos Schipper        | Ebo-Superia             |       |